# Christopher Zara
Christopher Zara, né en 1970 à Trenton (New Jersey), est un écrivain américain. 

## Biographie
Il est l'auteur de Tortured Artists: From Picasso and Monroe to Warhol and Winehouse, The Twisted Secrets of the World's Creative Minds. Zara s'occupe des médias et de la culture dans l'actualité du site web de l'International Business Times, dans la ville de New York. Il a été employé jusqu'en 2012 en tant que directeur de la rédaction du Show-Business et a déjà écrit pour le CMovieMaker, Dramatics, et Emmy Magazine. Le Los Angeles Times décrit Tortured Artists comme "le plus drôle de livre sorti de New York de 2012." Le Miami Herald l'a décrit comme "follement intelligent et habilement fou". Le critique et psychiatre Jacob Appel le combla d'éloges en 2012, et l'a décrit en ces termes : "a surprisingly sophisticated and oddly brilliant work—part popular science and part cultural criticism—that blends comic observation and trenchant insight into a literary treasure as difficult to put down as it is to classify".

## Critiques
La théorie de Zara qui est que la douleur est une exigence pour la création de grandes œuvres d'art a été critiquée par certaines institutions artistiques. Critiquant Zara sur le blog Americans for the Arts, Victoria Ford a dit qu'il était « naïf » de croire que les grands artistes « se soient reposés sur leur situation difficile », et que la vulnérabilité et le courage, pas la douleur, sont les exigences pour le grand art. Le  journal étudiant de l'Université de Cambridge a appelé la théorie de Zara "l'absurde." Zara a répondu aux critiques en disant que les gens peuvent être perturbés par l'idée qu''être heureux et qu'être un grand artiste sont mutuellement exclusifs.

En 2014, lors de l'interview de Zara à la radio irlandaise Newstalk, il a tenté de clarifier la controverse. Il est possible de créer de l'art à partir de la joie, a-t-il dit, mais c'est l'art créé à partir du malheur qui retient le plus souvent l'attention :

"You can have that impulse to create whether you’ve been through a tragedy or not, obviously. But to me, it's like, if you don't struggle to create your art in some way, why do I care about it? ... To me, it’s like, 'Tell me something. Tell me about your struggle. Tell me about pain. Tell me about life.' I mean, that’s what life is."

## Autres travaux
Zara a précédemment travaillé comme scénariste pour Sketchbook Productions. Ses crédits incluent Average Community (2009), qui a remporté en 2009 le Prix du public du meilleur long métrage documentaire, au cours du CMJ Film Festival.
Il a écrit pour The Huffington Post sur la culture populaire.